# Epigeneium treacherianum
Epigeneium treacherianum es una especie de orquídea epifita, originaria de Borneo y Filipinas.

## Descripción
Es una orquídea de pequeño tamaño, con hábitos de epifita creciendo con un rizoma grueso, ovoide, junto con otros 4 a 6 pseudobulbos verdes en ángulo, sin brillo, de color marrón que llevan 2 hojas, rígidas, oblongo-elípticas a estrechamente elípticas, coriáceas. Florece en el verano en una inflorescencia terminal, colgante, de 10 a 15 cm de largo, con de 2 a 20 flores, en racimos y fragantes (con olor a coco).

## Distribución y hábitat
Se encuentra en Borneo y Filipinas en las alturas en los bosques primarios en las ramas de las copas de los grandes árboles de corteza áspera en elevaciones de 100 a 1600 metros, necesitando de alta humedad y de luz brillante. 

## Taxonomía
Epigeneium treacherianum fue descrita por (Rchb.f. ex Hook.f.) Summerh. y publicado en Kew Bulletin 265. 1957.
Etimología
Epigeneium: nombre genérico deriva de dos palabras latinizadas del griego : επί (epi), que significa "en", "sobre" y γένειον (géneion), que significa "barbilla", en referencia a la forma en barbilla del labio de la flor de esta especie.
treacherianum: epíteto
Sinonimia
- Callista treacheriana (Rchb.f. ex Hook.f.) Kuntze
- Dendrobium lyonii Ames
- Dendrobium treacherianum Rchb.f. ex Hook.f.	basónimo
- Epigeneium lyonii (Ames) Summerh.
- Katherinea treacheriana (Rchb.f. ex Hook.f.) A.D.Hawkes
- Sarcopodium lyonii (Ames) Rolfe
- Sarcopodium treacherianum (Rchb.f. ex Hook.f.) Rolfe[4]